# Нефтяной горячий
Нефтяной горячий — минеральный источник-памятник природы, расположенный в Гудермесском районе Чечни в верховьях балки в 700 метрах западнее Эпхе. Источник пробивается из воронки в чокракском железистом песчанике. Вода термальная гидрокорбонатно-натриево-сульфиднокремнистая, минерализация 1,8-2 грамма на литр, дебит 490—510 м³ в сутки, температура 63 °C.
С 2006 года имеет статус особо охраняемой природной территории республиканского значения.